# Operation Artemis
Operation Artemis var en EU-ledd militär mission i Kongo-Kinshasa, som pågick under 2003.

## Bakgrund
Tillbakadragandet av 7 000 ugandiska trupper i april 2003 ledde till en försämrad säkerhetssituation i Ituriregionen, vilket hotade fredsprocessen. FN:s generalsekreterare Kofi Annan efterfrågade en etablering och utplacering av en temporär multinationell styrka till området. Denna skulle vara verksam till dess att den försvagade MONUC-missionen skulle kunna förstärkas. Den 30 maj 2003 antog Säkerhetsrådet resolution 1484 vilken godkände utplaceringen av en s.k. "Interim Emergency Multinational Force (IMEF)" till Bunia med uppgift att säkra flygplatsen, skydda internflyktingar i flyktingläger samt civila i staden Bunia.
Franska regeringen hade redan visat intresse att leda operationen. Den breddades snart till en EU-ledd mission med Frankrike som huvudansvarig nation bidragande med störst antal personal, men med stöd från såväl EU som från stater utanför EU. Den totala styrkan bestod av ca 1 800 man och understöddes av franska flygvapnet vilket var baserat på flygplatserna i N'Djamena och Entebbe. En mindre styrka på ca 80 man där ena hälften kom från svenska Särskilda skyddsgruppen (SSG) och den andra hälften av styrkan kom från FJS/IK (Fallskärmsjägarnas dåvarande Insatskompani) deltog också i större delen av de strider som utkämpades. Den svenska styrkan stod under franskt befäl och samverkade med ett franskt elitförband, gröna baskrarna.
Operationen startade den 12 juni och IMEF avslutade sin utplacering de efterföljande tre veckorna. Styrkan lyckades med att stabilisera situationen i Bunia och att säkerställa FN:s närvaro i Kongo-Kinshasa. I september 2003 överfördes ansvaret för säkerheten i regionen åter till MONUC. 
Artemis var den första oberoende militära mission som EU ansvarat för utanför Europa.

## Bidragande stater (i bokstavsordning)
- Militära styrkor: Belgien, Brasilien, Frankrike, Grekland, Kanada, Storbritannien, Sverige, Sydafrika, Tyskland
- Personal vid högkvarteret: Cypern, Irland, Italien, Nederländerna, Portugal, Spanien, Ungern, Österrike

## Tortyraffären i Kongo
Efter att Operation Artemis avslutats kom det fram uppgifter att franska soldater utsatt en ung man för tortyr och skenavrättning i den camp som fransmännen delade med SSG och FJS/IK. Flera år senare gjorde dåvarande chefsjuristen på Försvarsmakten, Stefan Ryding-Berg, en utredning om misstankarna att tortyr förekommit. Han intervjuade personligen ett stort antal svenska officerare som ingått i styrkan. Stefan Ryding-Bergs rapport publicerades i anslutning till att SVT:s Uppdrag Granskning avslöjade att tortyr förekommit under Operation Artemis. I ett pressmeddelande sa Ryding-Berg bland annat att "en sammanvägning av samtalen pekar entydigt åt ett bestämt håll". Hans utredning kom också fram till att den svenske överste som ledde den svenska styrkan gjort fel när han inte rapporterat till högkvarteret i Stockholm att det fanns misstankar om att fransk trupp använt tortyr. Den svenske översten fick senare kritik av ÖB Håkan Syrén för denna försummelse.
Franska försvarsmakten gjorde kort efter Ryding-Bergs utredning en egen som kom fram till att det inte skett. Stefan Ryding-Berg och svenska Försvarsmakten har stått fast vid sina slutsatser trots den franska utredningens påstående om motsatsen.
Flera journalister som granskat den svenska försvarsmakten, bland annat Fredrik Laurin vid Uppdrag granskning, anklagade myndigheten för mörkning och desinformation, spin. Han sade "[Vi har] upplevt hur Försvarsmakten systematiskt låtit bli att lämna ut allmänna handlingar i enlighet med de regler som gäller och hur man systematiskt använder sig av det som amerikanarna kallar för spin; Att man håller på och försöker påverka publiceringar före och efter, och att man använder sin webbplats som ett sorts medium där man själv går ut och konkurrerar med övriga media om att [...] ange tonen för hur en viss fråga ska belysas." Försvarets informationsdirektör menade att "journalisterna inte har något absolut tolkningsföreträde och att man har rätt att föra fram myndighetens perspektiv på olika händelser."
I samband med ett reportage om tortyraffären bad Uppdrag granskning, två veckor innan programmet sändes, om en intervju med den ansvarige översten men nekades detta. Översten gav istället en intervju för Ekot där försvarsmaktens informationschef Staffan Dopping tidigare har jobbat. Eftersom Ekot inte var lika insatt i ämnet som reportrarna på Uppdrag granskning så kunde översten förneka att han fått information om tortyren
Efter Uppdrag Gransknings avslöjande beslöt dåvarande ÖB Håkan Syrén att SSG skulle granskas. När utredningen var klar slog utredaren, dåvarande insatschefen Anders Lindström, fast att SSG inte hade fungerande rutiner på flera väsentliga områden. Försvarsmaktens egna revisorer genomlyste också SSG. Anders Lindströms rapport finns i en öppen version. Revisorernas rapport hemligstämplades i sin helhet.